# Емський указ

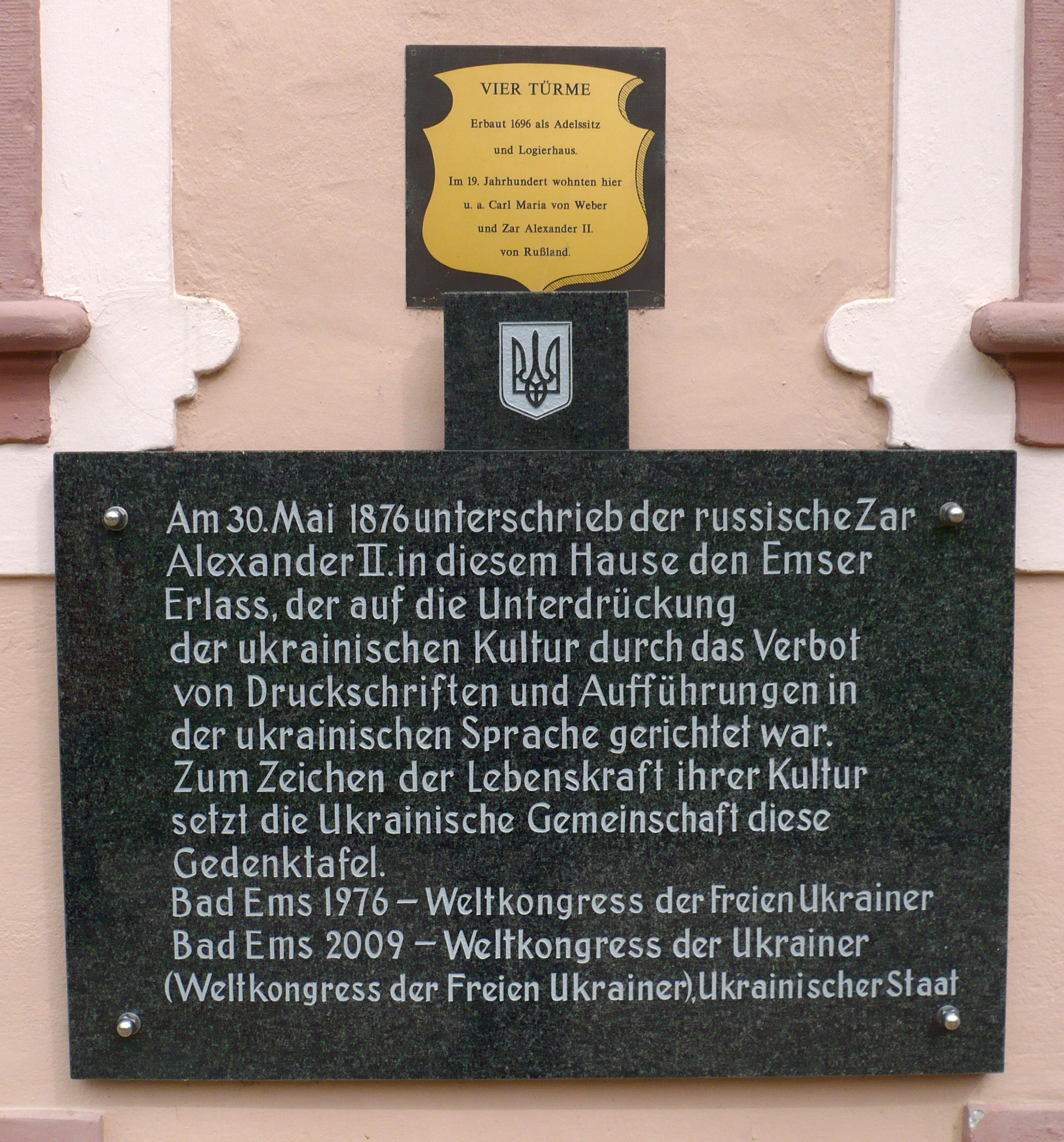
Пам'ятна дошка присвячена Емському указу в місті Бад Емс

Емський указ — розпорядження російського імператора Олександра II від 18 (30) травня 1876 року, підписане в Бад-Емсі і спрямоване на витіснення української мови з культурної сфери. Емський указ забороняв українську мову в багатьох сферах життя (церква, музика, театр, книгодрукування (заборона ввезення на територію імперії книг, що надруковані українською мовою) і обмежував її лише побутовим вжитком; забороняв театральні виступи українською мовою.
Поява Емського указу була обумовлена пожвавленням на початку 70-х років XIX ст. українського руху.
Емський указ був спрямований на придушення спроб національно-культурного відродження, далі зросійщення українського населення. Став черговим актом шовіністичної політики російського самодержавства, спрямованої на посилення національного гноблення українського народу.
Залишався чинним до 1905 року.

## Історія
Свою назву Емський указ отримав від німецького міста Бад Емс, де Олександр II вніс поправки і підписав підготовлений спеціальною комісією указ. До складу комісії увійшли міністр внутрішніх справ Олександр Тімашев, міністр народної освіти граф Дмитро Толстой, шеф жандармів Олександр Потапов та помічник попечителя Київського навчального округу Михайло Юзефович. Вважається, що виданню указу передував меморандум, надісланий імператору Юзефовичем, в якому той заявляв, що українці хочуть «вільної України у формі республіки з гетьманом на чолі». Через це указ отримав назву «закон Юзефовича».
Емський указ доповнював основні положення так званого Валуєвського циркуляра 1863 року. Указ забороняв:
- ввозити на територію Російської імперії з-за кордону книги, написані українською мовою, без спеціального дозволу;
- видавати українською оригінальні твори і робити переклади з іноземних мов, тексти для нот;
- друкувати будь-які книги українською мовою;
- ставити українські театральні вистави (заборону послаблено у 1881 р.)[5];
- влаштовувати концерти з українськими піснями;
- викладання українською мовою у початковій школі, а вчителі негайно замінялися росіянами[6].

Дозволялося видавати українською історичні літературні пам'ятки та художні твори, але лише за умови їх написання згідно з загальноросійською орфографією та отримання попереднього дозволу на публікацію від Головного управління у справах друку. Місцевій адміністрації наказувалося посилити нагляд, щоб у початкових школах не велося викладання українською мовою, та щоб з бібліотек були вилучені книги українською мовою, що не відповідають зазначеним вимогам.
На підставі Емського указу було закрито Південно-Західний Відділ Російського Географічного Товариства у Києві, припинено видання «Киевского телеграфа», ліквідовано Громади, звільнено ряд професорів-українців з Київського університету (М. Драгоманова, Ф. Вовка, М. Зібера, С. Подолинського та ін.). В 1878 на Паризькому літературному конгресі М. Драгоманов виступив проти шовінізму російського уряду та на захист української мови і культури і різко засудив Емський указ.
Багатьом українським діячам довелося покинути Україну (частина емігрувала за кордон, а частина була вислана в інші регіони імперії.
Емський указ не був скасований офіційно, однак втратив чинність 17 жовтня 1905 року з виданням так званого «Маніфеста громадянських свобод» імператором Миколою II.
Вперше повний текст указу за журналом «Особого Совещания для пресечения украинофильской пропаганды» було оприлюднено у книжці Ф. Савченка «Заборона українства 1876 р.».

## Вплив на українську мову
Після заборони друкувати українською мовою у Російській імперії багато авторів (Іван Нечуй-Левицький, Михайло Драгоманов) стали видавати свої твори в Галичині, що перебувала під владою Австро-Угорської імперії. Це підсилило позиції українофільських сил та об'єднало українців, що проживали по різні боки кордону. Саме тоді Галичина дістала назву «українського П'ємонту».

## Мовна дискусія
Дискусія між галичанами й наддіпрянцями розпочалася після підписання указу. Українці з Наддніпрянщини перевели видавничу діяльність у Галичину, що викликало певні дискусії, чия мова «правильніша». Полеміку розпочав Борис Грінченко статтею «Галицькі вірші», вона тривала в 1891–1892-х роках. Грінченко писав, що українська літературна мова існує тільки на Великій Україні, бо звідти походять видатні письменники, як-от: Квітка-Основ'яненко, Гулак-Артемовський, Марко Вовчок, Тарас Шевченко тощо. Галичанам закидав використання діалектизмів і чужомовних слів.
Відповідав Грінченку Іван Франко. Аргументи були схожі, бо в підросійській Україні були лише російськомовні школи й українську там могли знати тільки з художньої прози. До дискусії згодом долучилися український письменник Мусій Кононенко, педагог Ілля Кокорудз та історик Агатангел Кримський. Після їхніх статей Грінченко видав кінцеву замітку, у якій висловив єдність із галичанами проти москвофілів й інших ворогів українського народу, які сприйняли мовну дискусію як початок розколу між галичанами й наддніпрянцями. Він заявив: «І коли б трапилося так, що нас, українців-русинів із Росії, яким… випадком змушено не писати так, як ми пишемо, то ми — і хвилини не вагаючись почали б писати такою мовою, якою тепер пишуть автори тих галицьких віршів, знаючи добре, що хоча вона й не зовсім відповідає нашим смакам і звичкам, але все ж вона нам — своє, рідне».
Леся Українка не брала участі в цій дискусії, публічно ніде не виступала й не друкувала заміток про це в пресі. Але чи не найкраще підсумувала ці розмови в листі до письменника Осипа Маковея: «Я тільки думаю, що зовсім нема чого ставити питання про перемогу того чи іншого діялекту, адже літературна мова мусить витворитись з усіх діялектів, без жадного насильства, сварки й колотнечі. Маю надію, що мене розуміють усі добрі люди й у Галичині, і в Україні».